# Futbol'nyj Klub Čeljabinsk
Il Futbol'nyj Klub Čeljabinsk' (in russo Футбольный клуб Челябинск?) è una società calcistica russa con sede a Čeljabinsk.

## Storia
Fondato nel 1977 con il nome di Strela, partecipò ai campionati nazionali sovietici nel 1989, quando era iscritto al Girone 2 di Vtoraja Liga: finì diciannovesimo nella neonata Vtoraja Nizšaja Liga. Cambiò nome in Zenit nel 1990.
Con la dissoluzione dell'Unione Sovietica fu collocato direttamente in Pervaja liga, la seconda serie del campionato.
Alla seconda partecipazione alla seconda serie finì diciannovesimo (penultimo) nel Girone Centro: tale posizione costrinse il club ad una doppia retrocessione, venendo collocato nella neonata Tret'ja Liga. In pratica, però, perse direttamente quattro categorie, perché per difficoltà finanziarie, si iscrisse direttamente al campionato regionale dell'Oblast' di Čeljabinsk, all'epoca seconda serie dilettantesca. Riuscì immediatamente a vincere il campionato approdando al campionato nazionale dilettanti.
Da neo promosso vinse il girone Urali (sia il torneo preliminare che quello finale) e il proprio girone di play-off, perdendo solo la finale con l'Izumrud Timashevsk. Nel 1996 vinse nuovamente il girone Urali, ma finì secondo nel proprio raggruppamento dei play-off, riuscendo a chiudere al terzo posto finale.
Ottenne così l'approdo in Tret'ja Liga: così nel 1997, grazie al terzo posto nel girone 5 e alla contemporanea scomparsa di tale campionato approdò in Vtoraja liga, la terza serie.
Da allora ha militato ininterrottamente in tale categoria, raggiungendo come miglior risultato il secondo posto nella stagione 2017-2018 quando arrivò alle spalle del Mordovija; tale risultato fu ripetuto nella stagione 2019-2020 quando la squadra si trovava seconda in piena lotta con l'Akron Togliatti, ma il campionato fu interrotto per la Pandemia di CoViD-19.